# Hyposoter dolosus
Hyposoter dolosus là một loài tò vò trong họ Ichneumonidae.